# Saint-Maurice-la-Souterraine
Pour les articles homonymes, voir Saint-Maurice.
Saint-Maurice-la-Souterraine est une commune française située dans le département de la Creuse, en région Nouvelle-Aquitaine.

## Géographie

### Généralités

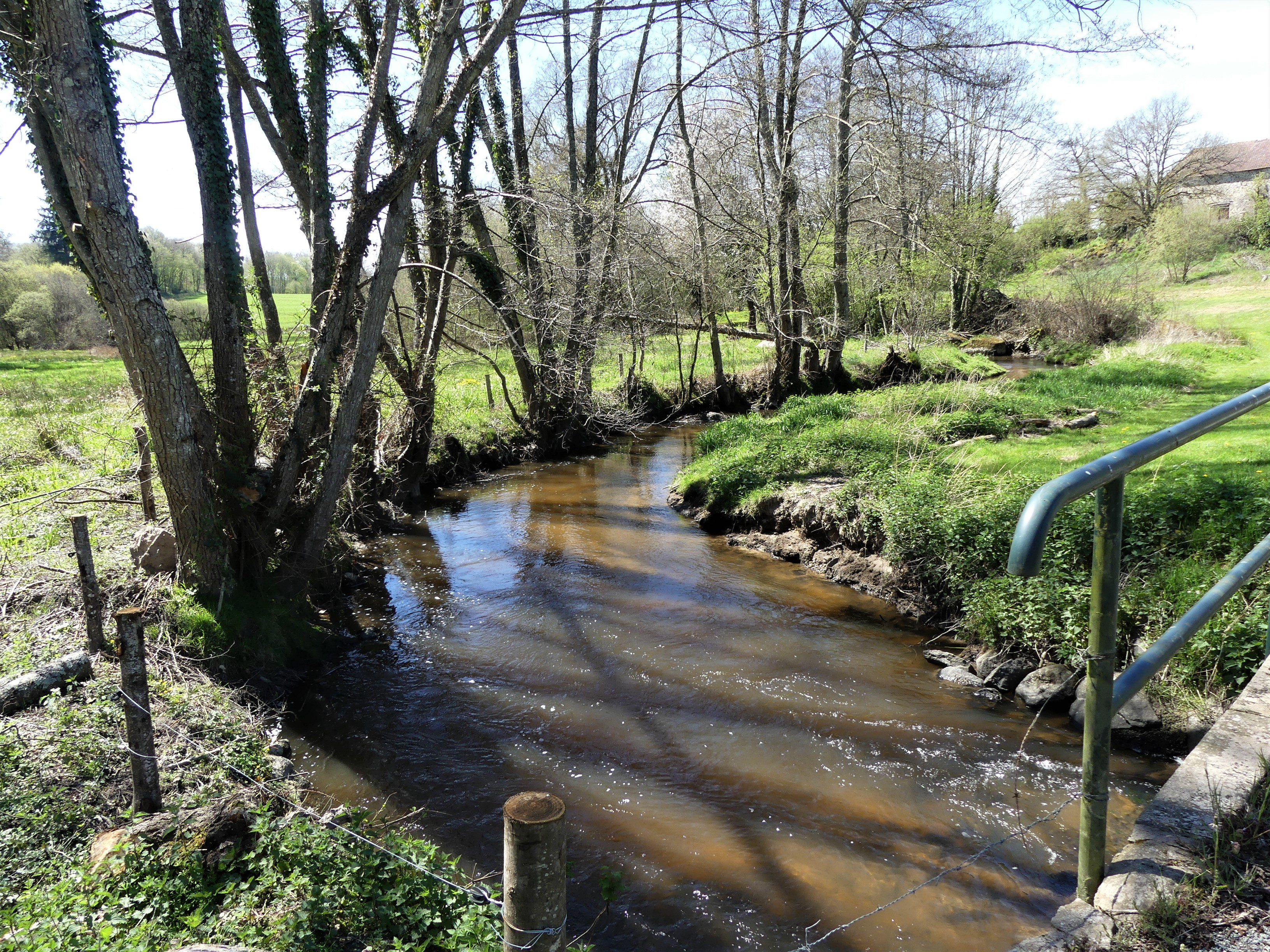
La Semme près de la Bauche.

Dans le quart nord-ouest du département de la Creuse, la commune de Saint-Maurice-la-Souterraine s'étend sur 39,72 km2. Elle est arrosée au nord, d'est en ouest sur environ sept kilomètres, par la Brame, un affluent de la Gartempe. Au sud, le territoire communal est baigné par la Semme, un autre affluent de la Gartempe, sur environ trois kilomètres, en trois tronçons.
L'altitude minimale avec 300 mètres se trouve localisée à l'extrême sud, en amont du lieu-dit le Moulin du Goutay, là où la Semme quitte le territoire communal et entre sur celui de Fromental. L'altitude maximale avec 422 mètres est située à l'extrême nord-est, au lieu-dit Bois de Margot, en limite de la commune de La Souterraine, au niveau de la route départementale (RD) 73.
Desservi par l'échangeur no 56 de la RN 145 (route Centre-Europe Atlantique (RCEA) en 2 x 2 voies) et à l'intersection des RD 14 et 100, le bourg de Saint-Maurice-la-Souterraine est situé, en distances orthodromiques, cinq kilomètres au sud-ouest du centre-ville de La Souterraine et trente-quatre kilomètres à l'ouest du centre-ville de Guéret, la préfecture.
Le territoire communal est également desservi par les RD 51, 73, 99 et 220.
À l'ouest, la RN 145 croise l'autoroute A20 qui traverse la commune sur trois kilomètres.
Le sud de la commune est traversé en trois tronçons sur près de deux kilomètres par la ligne ferroviaire Paris - Toulouse, dont la gare la plus proche est, à six kilomètres du bourg par la route, celle de La Souterraine.
Entre La Souterraine et Fursac, le GR 654 fait une incursion sur l'est de la commune, sur environ deux kilomètres et demi.

### Communes limitrophes
Saint-Maurice-la-Souterraine est limitrophe de cinq autres communes, dont trois dans le département de la Haute-Vienne.
| Arnac-la-Poste (Haute-Vienne)        |                              | La Souterraine |
|                                      | Saint-Maurice-la-Souterraine |                |
| Saint-Amand-Magnazeix (Haute-Vienne) | Fromental (Haute-Vienne)     | Fursac         |

### Climat
Pour des articles plus généraux, voir Climat de la Nouvelle-Aquitaine et Climat de la Creuse.
En 2010, le climat de la commune est de type climat océanique dégradé des plaines du Centre et du Nord, selon une étude s'appuyant sur une série de données couvrant la période 1971-2000. En 2020, Météo-France publie une typologie des climats de la France métropolitaine dans laquelle la commune est dans une zone de transition entre le climat océanique altéré et le climat de montagne ou de marges de montagne et est dans la région climatique  Ouest et nord-ouest du Massif Central, caractérisée par une pluviométrie annuelle de 900 à 1 500 mm, maximale en automne et en hiver.
Pour la période 1971-2000, la température annuelle moyenne est de 10,6 °C, avec  une amplitude thermique annuelle de 15 °C. Le cumul annuel moyen de précipitations est de 955 mm, avec 13 jours de précipitations en janvier et 7,9 jours en juillet. Pour la période 1991-2020, la température moyenne annuelle observée sur la station météorologique la plus proche, située sur la commune de La Souterraine à 5 km à vol d'oiseau, est de 11,5 °C et le cumul annuel moyen de précipitations est de 1 031,4 mm,. Pour l'avenir, les paramètres climatiques de la commune estimés pour 2050 selon différents scénarios d’émission de gaz à effet de serre sont consultables sur un site dédié publié par Météo-France en novembre 2022.

### Milieux naturels et biodiversité

#### Espaces protégés
La protection réglementaire est le mode d’intervention le plus fort pour préserver des espaces naturels remarquables et leur biodiversité associée,.
Deux aires protégées concernent le territoire communal : « étang de Vitrat et bois de Bessac » et « lande de la Saumagne », toutes deux gérées par le conservatoire d'espaces naturels Nouvelle-Aquitaine.

#### Réseau Natura 2000
Le réseau Natura 2000 est un réseau écologique européen de sites naturels d'intérêt écologique élaboré à partir des directives habitats et oiseaux, constitué de zones spéciales de conservation (ZSC) et de zones de protection spéciale (ZPS).
Aucun site Natura 2000 n'a été défini sur la commune.

#### Zones naturelles d'intérêt écologique, faunistique et floristique

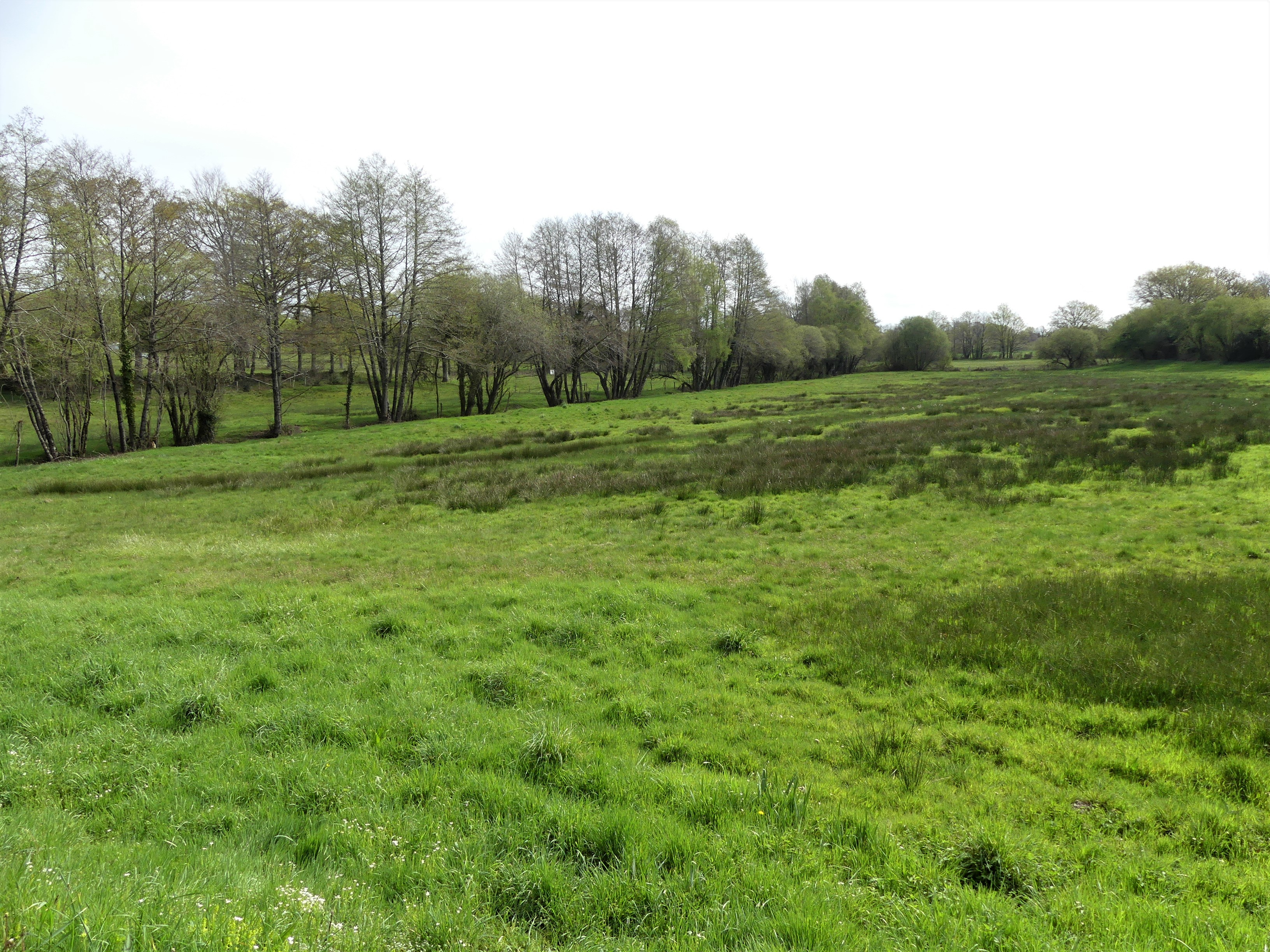
Près de Petit Bessac, la zone humide où coule la Brame fait partie de la ZNIEFF « étang de Vitrat ».

L'inventaire des zones naturelles d'intérêt écologique, faunistique et floristique (ZNIEFF) a pour objectif de réaliser une couverture des zones les plus intéressantes sur le plan écologique, essentiellement dans la perspective d’améliorer la connaissance du patrimoine naturel national et de fournir aux différents décideurs un outil d’aide à la prise en compte de l’environnement dans l’aménagement du territoire.
En 2023, deux ZNIEFF sont recensées sur la commune d’après l'INPN.
Le site « étang de Vitrat » est une ZNIEFF de type 1 située essentiellement dans le nord-ouest du territoire de Saint-Maurice-la-Souterraine, et très partiellement sur celui d'Arnac-la-Poste en Haute-Vienne ; il concerne l'étang de Vitrat proprement dit dans son intégralité, et les vallées de la Brame et d'un de ses petits affluents, ainsi que leurs rives sur une bande de 200 à 700 mètres de large, depuis le nord du lieu-dit la Jarrige jusqu'à l'ouest du lieu-dit Vitrat.
Bien que limitée à une superficie d'un kilomètre carré et demi, cette ZNIEFF présente une diversité biologique importante avec 95 espèces animales recensées (deux amphibiens, 37 insectes, deux mammifères et 54 oiseaux), dont onze espèces déterminantes (trois insectes, un mammifère et sept oiseaux), ainsi que 122 espèces végétales (114 phanérogames et huit ptéridophytes) dont une déterminante.
Le site « landes de la Saumagne » est également une ZNIEFF de type 1 de 37,73 hectares située entièrement dans le sud-ouest du territoire communal ; il concerne le nord, l'est et le sud-est du lieu-dit la Saumagne.
Cette zone relictuelle de landes offre une importante diversité biologique avec 137 espèces animales recensées (dix amphibiens, douze arachnides, 46 insectes, douze mammifères, 53 oiseaux et quatre reptiles), dont huit espèces déterminantes (un amphibien, trois insectes, trois mammifères et un reptile), ainsi que quatorze espèces végétales (douze phanérogames et deux ptéridophytes) dont sept déterminantes.

## Urbanisme

### Typologie
Au 1er janvier 2024, Saint-Maurice-la-Souterraine est catégorisée commune rurale à habitat dispersé, selon la nouvelle grille communale de densité à 7 niveaux définie par l'Insee en 2022.
Elle est située hors unité urbaine. Par ailleurs la commune fait partie de l'aire d'attraction de La Souterraine, dont elle est une commune de la couronne,. Cette aire, qui regroupe 12 communes, est catégorisée dans les aires de moins de 50 000 habitants,.

### Occupation des sols
L'occupation des sols de la commune, telle qu'elle ressort de la base de données européenne d’occupation biophysique des sols Corine Land Cover (CLC), est marquée par l'importance des territoires agricoles (86,4 % en 2018), en augmentation par rapport à 1990 (85,6 %). La répartition détaillée en 2018 est la suivante : 
prairies (49,7 %), zones agricoles hétérogènes (27,6 %), forêts (10,5 %), terres arables (9,1 %), zones urbanisées (1,6 %), zones industrielles ou commerciales et réseaux de communication (0,8 %), milieux à végétation arbustive et/ou herbacée (0,7 %). L'évolution de l’occupation des sols de la commune et de ses infrastructures peut être observée sur les différentes représentations cartographiques du territoire : la carte de Cassini (XVIIIe siècle), la carte d'état-major (1820-1866) et les cartes ou photos aériennes de l'IGN pour la période actuelle (1950 à aujourd'hui).

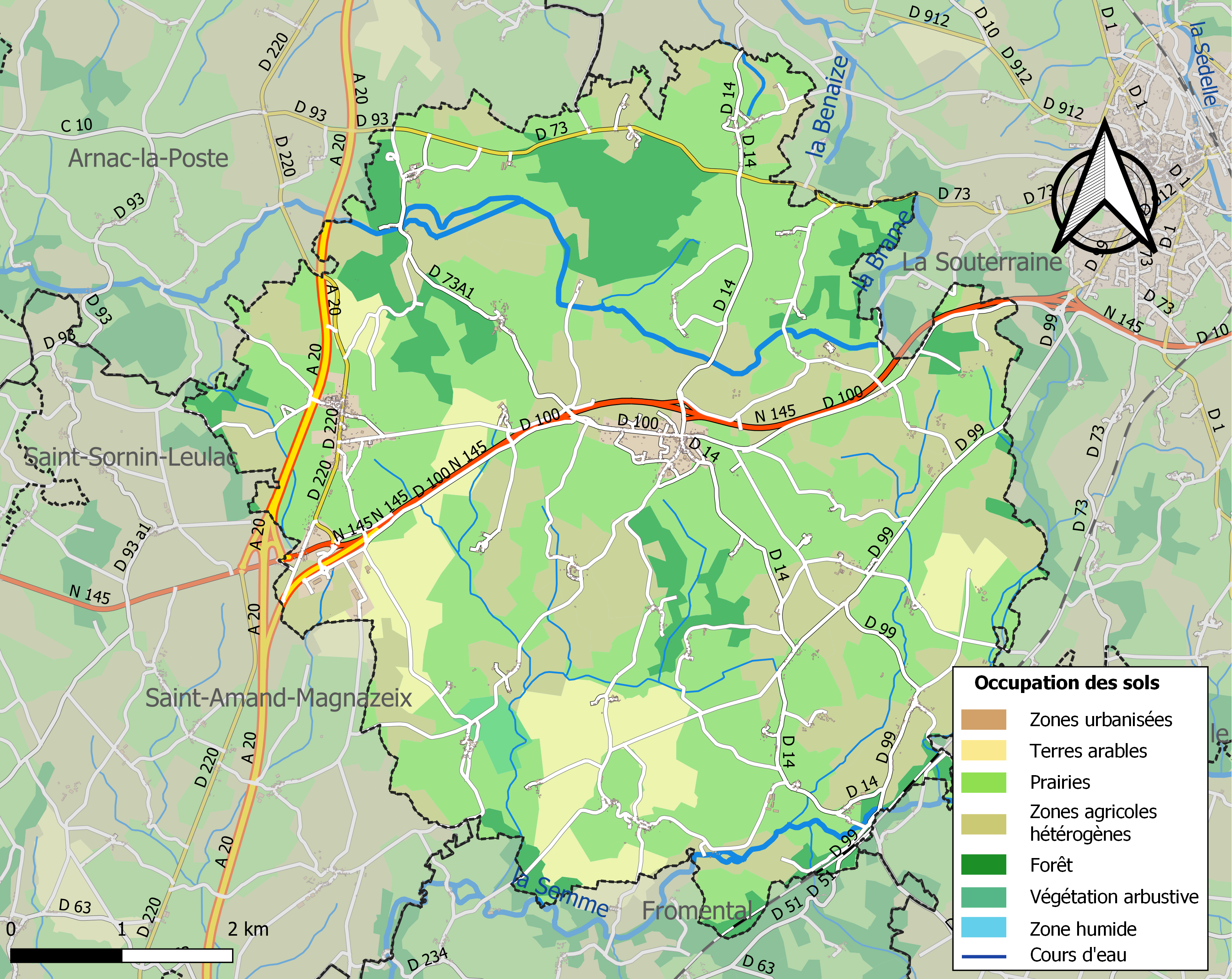
Carte des infrastructures et de l'occupation des sols de la commune en 2018 (CLC).

### Hameaux et lieux-dits
- La Croisière, hameau situé au carrefour de l'autoroute A20 (Paris-Toulouse) et de la Route Centre-Europe Atlantique (RCEA) portée à cet endroit par la RN145.
- Bois, L'Age Troinet et Rissac sont d'anciennes métairies qui ont appartenu à la commanderie de Morterolles.

### Risques majeurs
Le territoire de la commune de Saint-Maurice-la-Souterraine est vulnérable à différents aléas naturels : météorologiques (tempête, orage, neige, grand froid, canicule ou sécheresse) et séisme (sismicité faible). Il est également exposé à un risque technologique, le transport de matières dangereuses, et à un risque particulier : le risque de radon. Un site publié par le BRGM permet d'évaluer simplement et rapidement les risques d'un bien localisé soit par son adresse soit par le numéro de sa parcelle.

#### Risques naturels

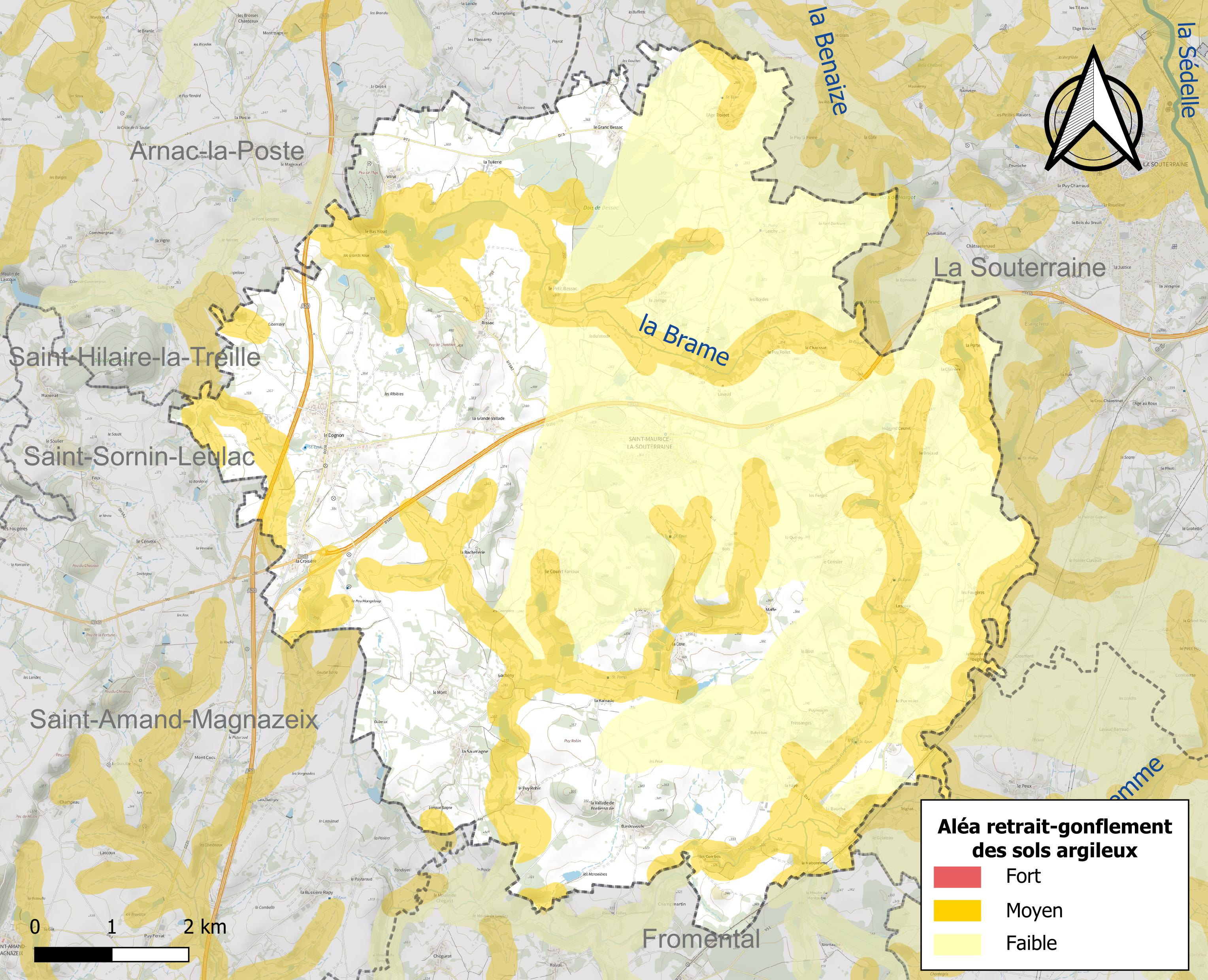
Carte des zones d'aléa retrait-gonflement des sols argileux de Saint-Maurice-la-Souterraine.

Le retrait-gonflement des sols argileux est susceptible d'engendrer des dommages importants aux bâtiments en cas d’alternance de périodes de sécheresse et de pluie. 27,7 % de la superficie communale est en aléa moyen ou fort (33,6 % au niveau départemental et 48,5 % au niveau national). Sur les 693 bâtiments dénombrés sur la commune en 2019, 61 sont en aléa moyen ou fort, soit 9 %, à comparer aux 25 % au niveau départemental et 54 % au niveau national. Une cartographie de l'exposition du territoire national au retrait gonflement des sols argileux est disponible sur le site du BRGM,.
Par ailleurs, afin de mieux appréhender le risque d’affaissement de terrain, l'inventaire national des cavités souterraines permet de localiser celles situées sur la commune.
La commune a été reconnue en état de catastrophe naturelle au titre des dommages causés par les inondations et coulées de boue survenues en 1982 et 1999. Concernant les mouvements de terrains, la commune a été reconnue en état de catastrophe naturelle au titre des dommages causés par des mouvements de terrain en 1999.

#### Risques technologiques
Le risque de transport de matières dangereuses sur la commune est lié à sa traversée par une ou des infrastructures routières ou ferroviaires importantes ou la présence d'une canalisation de transport d'hydrocarbures. Un accident se produisant sur de telles infrastructures est susceptible d’avoir des effets graves sur les biens, les personnes ou l'environnement, selon la nature du matériau transporté. Des dispositions d’urbanisme peuvent être préconisées en conséquence.

#### Risque particulier
Dans plusieurs parties du territoire national, le radon, accumulé dans certains logements ou autres locaux, peut constituer une source significative d’exposition de la population aux rayonnements ionisants. Certaines communes du département sont concernées par le risque radon à un niveau plus ou moins élevé. Selon la classification de 2018, la commune de Saint-Maurice-la-Souterraine est classée en zone 3, à savoir zone à potentiel radon significatif.

## Toponymie
Par décret du 11 mai 1937, la commune de Saint-Maurice a été renommée en Saint-Maurice-la-Souterraine, pour la différencier d'une autre commune homonyme de la Creuse, devenue à la même date Saint-Maurice-près-Crocq.
Le nom de la commune se réfère à Maurice d'Agaune, martyr du début du IVe siècle. La seconde partie du nom marque la proximité avec la ville voisine de La Souterraine.

## Histoire
Dans les premières années de la Révolution française, la commune de Vitrat-le-Dognon fusionne avec Saint-Maurice-la-Souterraine
Les maquisards de la 2 101e compagnie de Francs-tireurs et partisans français (FTPF) font dérailler à plusieurs reprises des convois sur la ligne Paris-Toulouse, notamment le 30 avril 1944. les forces de la Milice française du régime de Vichy les traquent alors jusque sur le territoire de La Souterraine et les 17 et 18 mai, elles attaquent le maquis sostranien ; deux résistants sont alors tués et dix-huit sont déférés à la Milice de Limoges qui en exécutent deux.

## Politique et administration

### Liste des maires

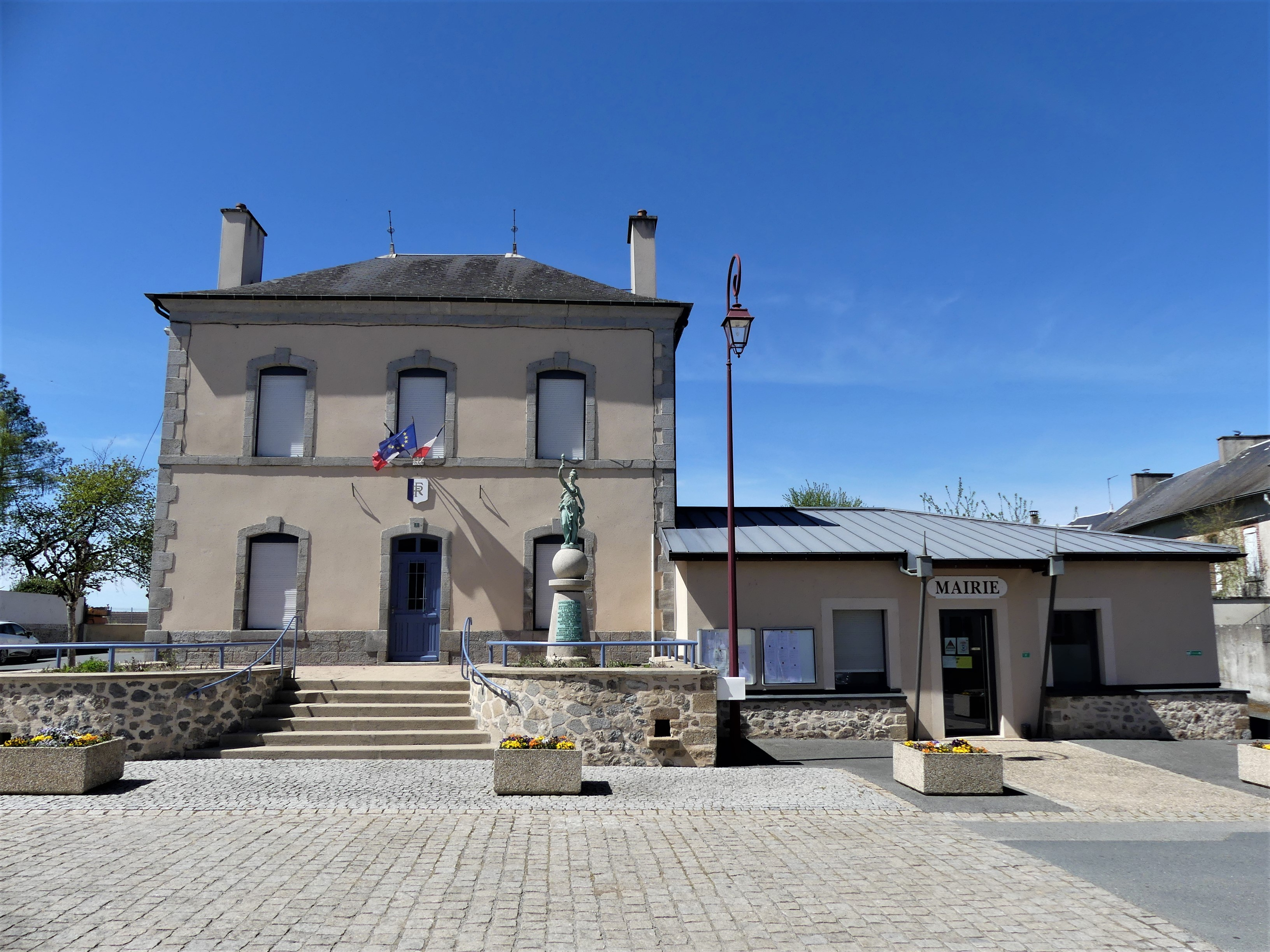
L'ancienne et la nouvelle mairie en 2022.

| Période                                  | Période      | Identité          | Étiquette | Qualité                                                    |
| ---------------------------------------- | ------------ | ----------------- | --------- | ---------------------------------------------------------- |
| Les données manquantes sont à compléter. |              |                   |           |                                                            |
|                                          |              |                   |           |                                                            |
| mars 1971                                | juillet 1992 | Roger Gardet      | PCF       | Conseiller général du canton de la Souterraine (1976-1992) |
| 1992                                     | 2001         | René Labussière   | DVG       | Agriculteur                                                |
| mars 2001                                | juillet 2018 | Gilbert Tixier    | DVG       | Agriculteur retraité                                       |
| août 2018                                | mars 2020    | Jean-Luc Lagrange | DVG       |                                                            |
| mars 2020                                | En cours     | Évelyne Augros    | DVD       | Ingénieur                                                  |

## Démographie

### Évolution démographique
L'évolution du nombre d'habitants est connue à travers les recensements de la population effectués dans la commune depuis 1793. Pour les communes de moins de 10 000 habitants, une enquête de recensement portant sur toute la population est réalisée tous les cinq ans, les populations de référence des années intermédiaires étant quant à elles estimées par interpolation ou extrapolation. Pour la commune, le premier recensement exhaustif entrant dans le cadre du nouveau dispositif a été réalisé en 2006.

En 2022, la commune comptait 1 126 habitants, en évolution de −8,23 % par rapport à 2016 (Creuse : −3,32 %, France hors Mayotte : +2,11 %).
| 1793  | 1800  | 1806  | 1821  | 1831  | 1836  | 1841  | 1846  | 1851  |
| ----- | ----- | ----- | ----- | ----- | ----- | ----- | ----- | ----- |
| 1 542 | 1 607 | 1 607 | 1 666 | 1 903 | 1 944 | 2 001 | 2 070 | 2 028 |

| 1856  | 1861  | 1866  | 1872  | 1876  | 1881  | 1886  | 1891  | 1896  |
| ----- | ----- | ----- | ----- | ----- | ----- | ----- | ----- | ----- |
| 2 026 | 1 890 | 1 833 | 1 728 | 1 894 | 1 927 | 1 996 | 1 971 | 1 942 |

| 1901  | 1906  | 1911  | 1921  | 1926  | 1931  | 1936  | 1946  | 1954  |
| ----- | ----- | ----- | ----- | ----- | ----- | ----- | ----- | ----- |
| 1 996 | 1 912 | 2 006 | 1 605 | 1 571 | 1 555 | 1 512 | 1 375 | 1 275 |

| 1962  | 1968  | 1975  | 1982  | 1990  | 1999  | 2006  | 2011  | 2016  |
| ----- | ----- | ----- | ----- | ----- | ----- | ----- | ----- | ----- |
| 1 309 | 1 246 | 1 117 | 1 082 | 1 089 | 1 048 | 1 165 | 1 236 | 1 227 |

| 2021  | 2022  | - | - | - | - | - | - | - |
| ----- | ----- | - | - | - | - | - | - | - |
| 1 158 | 1 126 | - | - | - | - | - | - | - |

### Pyramide des âges
La population de la commune est plus jeune que celle du département. En 2018, le taux de personnes d'un âge inférieur à 30 ans s'élève à 30,8 %, soit un taux supérieur à la moyenne départementale (25,7 %). Le taux de personnes d'un âge supérieur à 60 ans (28,6 %) est inférieur au taux départemental (38,4 %).
En 2018, la commune comptait 597 hommes pour 624 femmes, soit un taux de 51,11 % de femmes, inférieur au taux départemental (51,47 %).
Les pyramides des âges de la commune et du département s'établissent comme suit :
| Hommes | Classe d’âge | Femmes |
| ------ | ------------ | ------ |
| 0,9    | 90 ou +      | 1,6    |
| 8,0    | 75-89 ans    | 9,8    |
| 19,0   | 60-74 ans    | 17,9   |
| 22,6   | 45-59 ans    | 20,1   |
| 17,2   | 30-44 ans    | 21,3   |
| 13,7   | 15-29 ans    | 12,3   |
| 18,6   | 0-14 ans     | 17,0   |

| Hommes | Classe d’âge | Femmes |
| ------ | ------------ | ------ |
| 1,4    | 90 ou +      | 3,5    |
| 10,5   | 75-89 ans    | 14,5   |
| 24,7   | 60-74 ans    | 24     |
| 21,4   | 45-59 ans    | 20,4   |
| 14,9   | 30-44 ans    | 13,8   |
| 13,5   | 15-29 ans    | 11,2   |
| 13,7   | 0-14 ans     | 12,7   |

## Vie locale
La commune dispose d'une école primaire, ainsi que d'un service de garderie et de restauration.
Plusieurs associations culturelles et sportives sont actives sur la commune.
Un stade municipal, un terrain de foot et un terrain de tennis, un plateau d’évolution sont également présents.

## Économie
L'activité économique diversifiée s’étend de l’agriculture à l’industrie et aux services (parc d’activités de la Croisière).
La commune recense plusieurs commerçants et artisans : agence postale, boulangerie, coiffeur, restaurant, garage, etc. Un magasin de matériaux Big Mat se trouve en sortie de village.

## Culture locale et patrimoine

### Lieux et monuments
- Redécouverte en 1988, la nécropole gallo-romaine de la Betoulle a révélé la présence de cinq sépultures de la fin du IIe , début du IIIe siècle[39].
- L'église Saint-Maurice, dédiée à Maurice d'Agaune, est inscrite au titre des monuments historiques en 1969[40]. Datant probablement du XIIe ou XIIIe siècle, son mauvais état signalé au XVIIIe siècle a nécessité des travaux aux XIXe et XXe siècles sans pour autant permettre une ouverture au culte sécurisée[41].
- Le manoir de la Maison-Rouge est une ancienne demeure du XVIe siècle remaniée au XIXe siècle. Le fief autrefois appelé Chabannes-Bertrand est mentionné dès 1406. Il a longtemps appartenu à la famille Mondin.
- Le manoir du Quéroy est l'ancien domaine des Blanchard de Maffe. On en retrouva la trace dès le XVe siècle.
- La grotte de la Croisière, qui doit son nom au hameau voisin, a révélé quelques restes préhistoriques d'une occupation humaine au Néolithique[42],[43],[44].
- La statue du monument aux morts est le Poilu au repos, réalisée par Étienne Camus.
- Devant l'ancienne mairie, une statue inaugurée en 1906 commémore les volontaires de 1795, 1830, 1874 et 1871, défenseurs de la République.

### Personnalités liées à la commune
- François-Xavier Mondin de La Maison-Rouge (1706-1787), dernier abbé général de l'Ordre de Grandmont.

## Galerie de photos

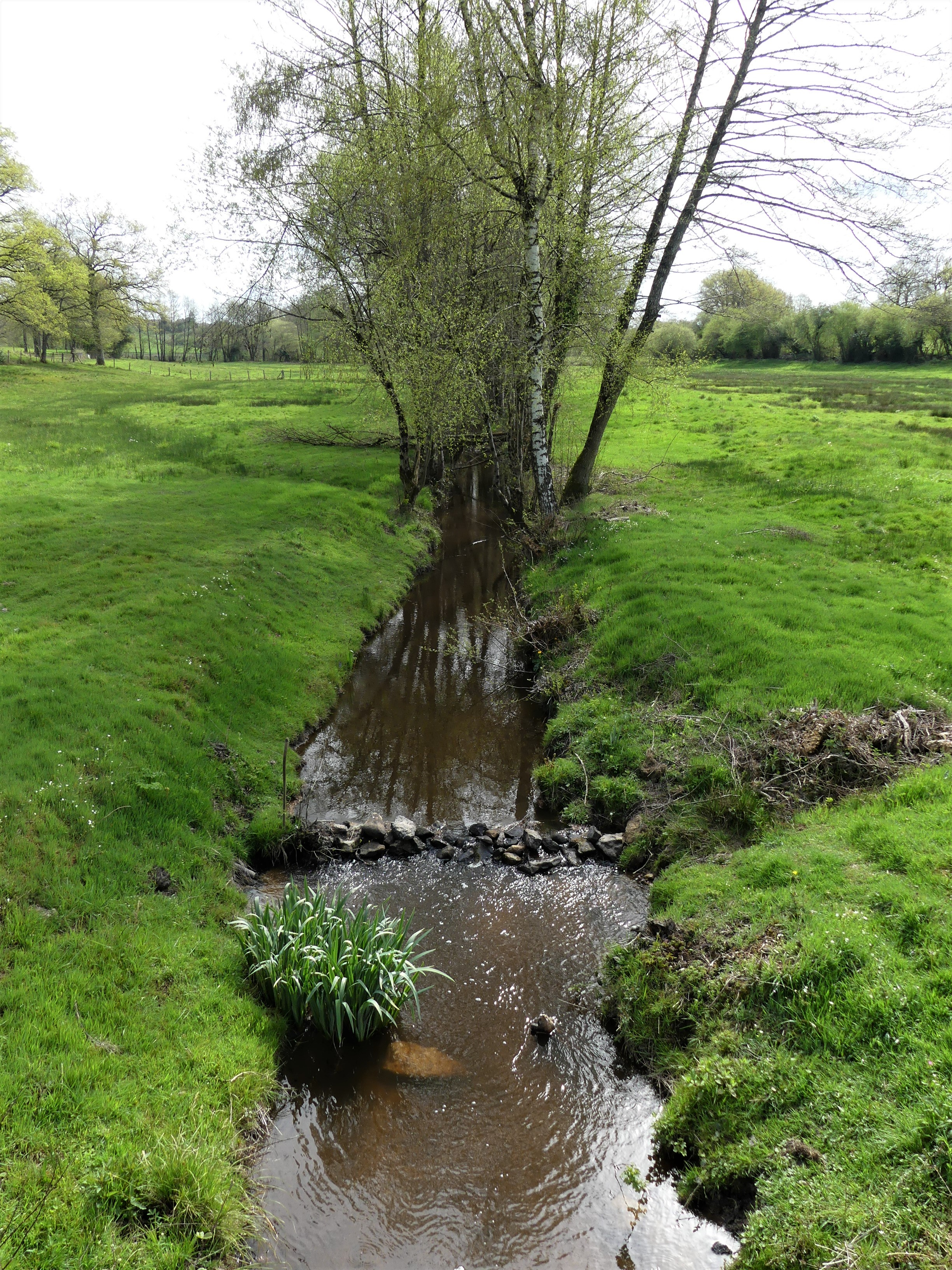
La Brame près de Petit Bessac.
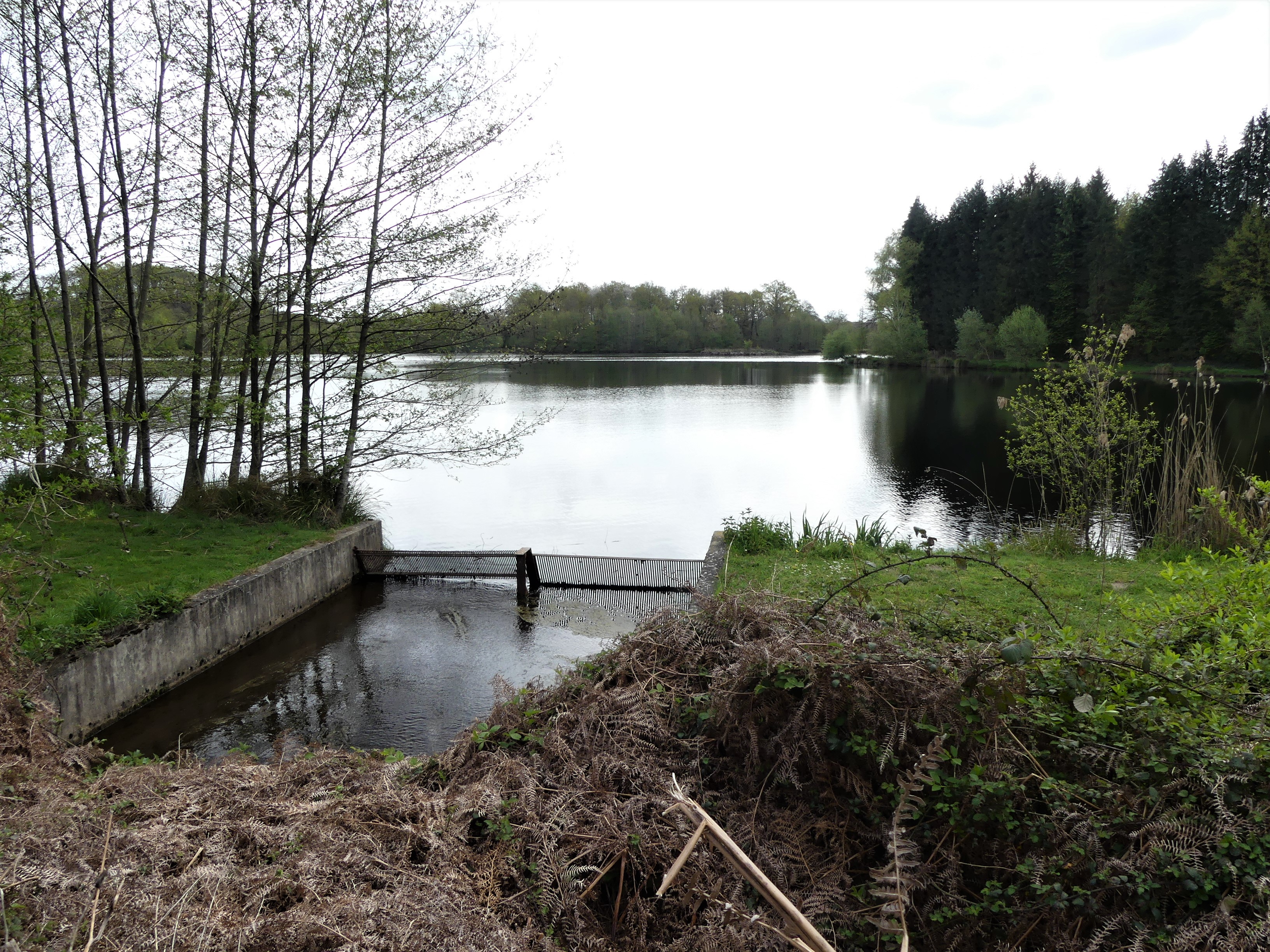
L'étang de Vitrat.
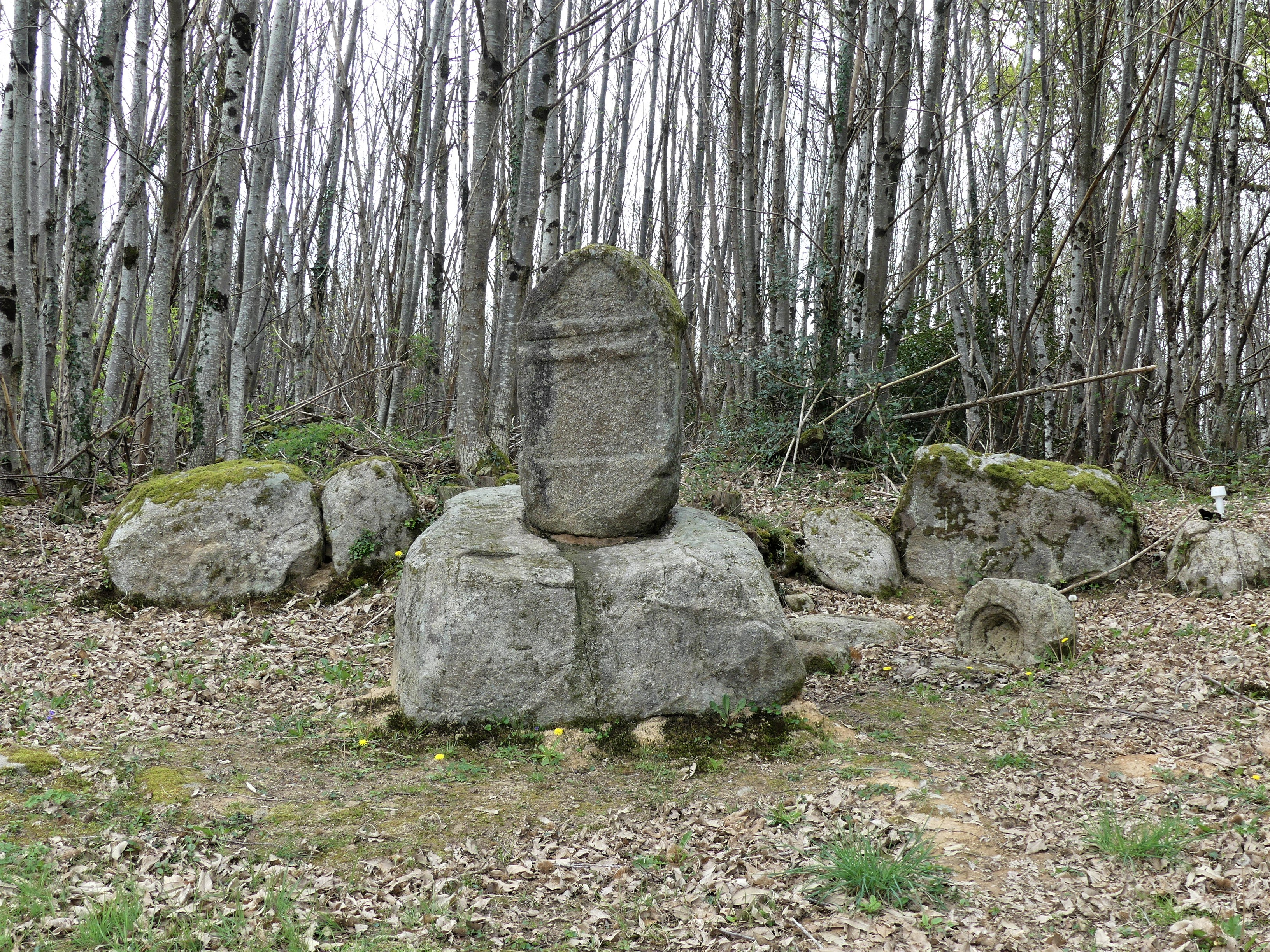
La nécropole gallo-romaine de la Betoulle.
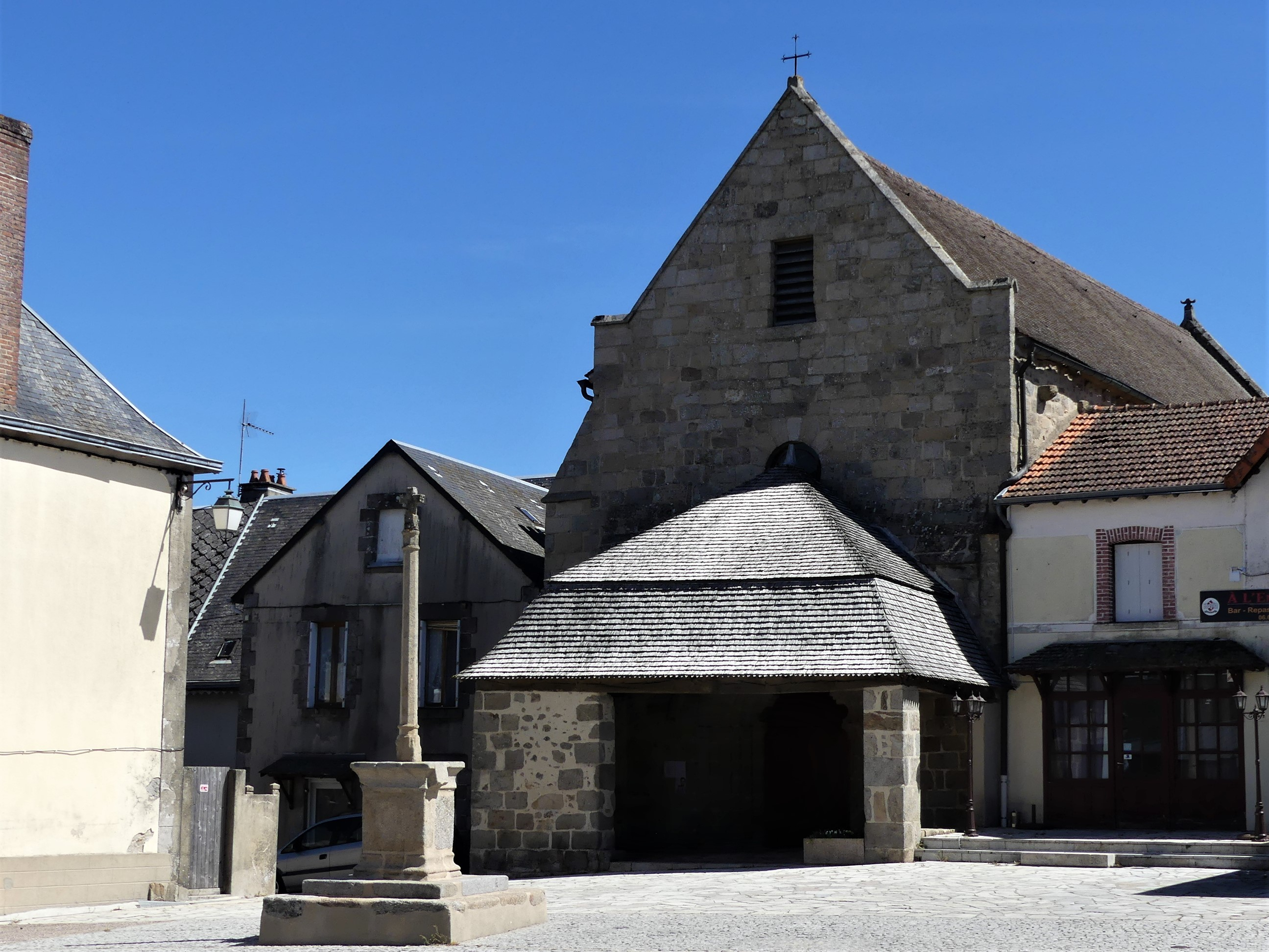
L'église Saint-Maurice.
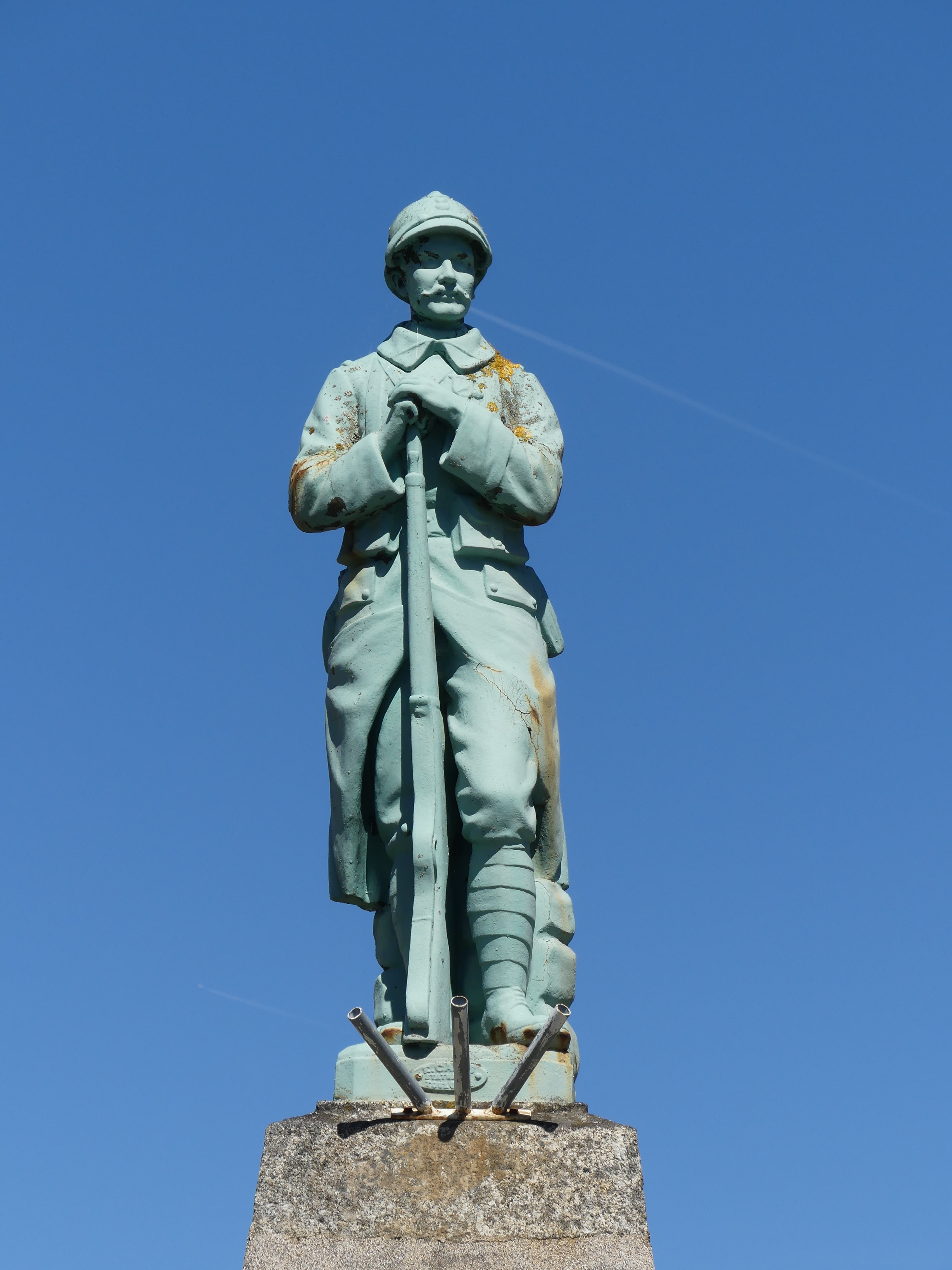
Poilu au repos, statue du monument aux morts.
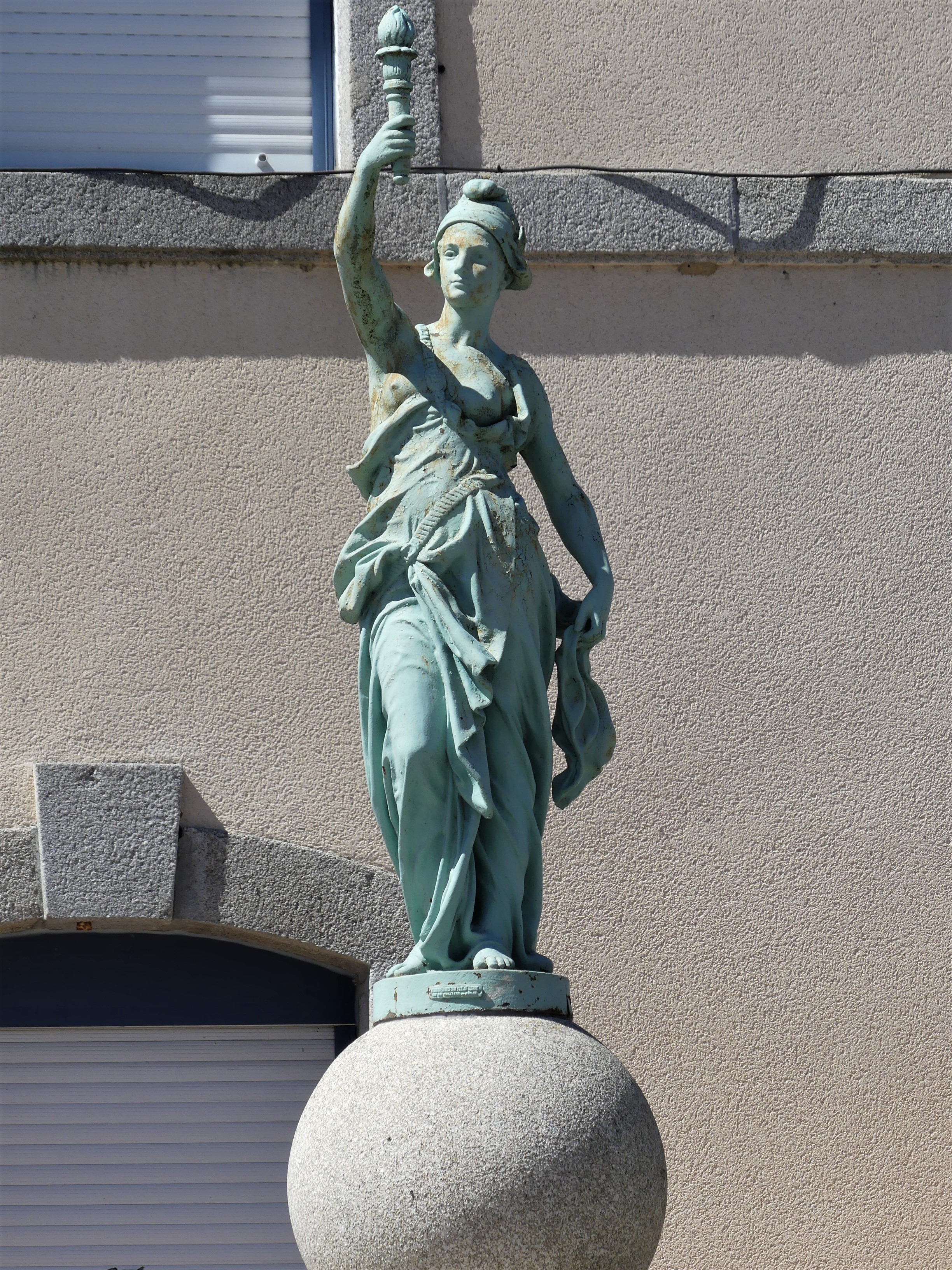
Statue devant l'ancienne mairie.